# María Eugenia Suárez
María Eugenia Suárez Riveiro (Buenos Aires, 9 de março de 1992), mais conhecida como China Suárez, é uma atriz e cantora argentina.

## Biografia
Eugenia “la China” Suárez nasceu em 9 de março de 1992 no bairro de Palermo em Buenos Aires, Argentina. Ela é filha de Guillermo Suárez e Marcela Riveiro Mitsumori, tendo um irmão chamado Agustín. Sua avó materna, Marta Mitsumori (nascida na Argentina), era filha de imigrantes japoneses. Além disso, Suárez tem primos que vivem na prefeitura de Kōchi, na ilha de Shikoku.
Durante sua infância, frequentou o Instituto Corazón de María (até o 3° ano do Ensino Médio, sendo que ao repetir esse ano, concluiu seus estudos em ESBA Barrio Norte) e o Divino Corazón de Jesús (só na 7° série) localizados no bairro de Palermo. Eugenia confessou em um programa de televisão que sufreu bullying durante o Ensino Médio por parte de seus companheiros de colégio, devido o fato de que ela era famosa e trabalhava na TV.
Aos 18 anos, foi morar sozinha em um apartamento também em Palermo, perto da casa de seus pais.

## Vida Pessoal
Tem uma filha nascida em 2013, Rufina, com o ator Nicolas Cabré, com quem contracenou em Los Únicos. De 2015 a 2021, manteve um relacionamento com o ator chileno Benjamín Vicuña, com quem atuou em El Hilo Rojo, e os dois têm um casal de filhos: Magnolia, nascida em 2018, e Amancio, nascido em 2020.

## Carreira
Sua carreira começou como modelo com apenas seis anos de idade em desfiles e campanhas fotográficas. 
Seu primeiro trabalho como atriz foi em Rincón de Luz em 2003, aos 11 anos de idade. Em 2004/2005 interpretou Paz em Floricienta. Nesse mesmo ano representou Violeta em Amor Mío. Em 2006 trabalhou pela primeira vez longe de uma produção de Cris Morena, formando parte do elenco de Amo de Casa, interpretando Catalina.
De 2007 a 2010 interpretou Jazmín, uma cigana, em Casi Ángeles, voltando a ser parte de um projeto de Cris Morena. Em Casi Ángeles deu origem às TeenAngels, banda que integra com o seu companheiro Peter Lanzani, Gastón Dalmau, Mariana Esposito e Nicolás Riera.Com Teen Angels já percorreu Espanha, Israel, México, Chile, Peru, Venezuela, Guatemala, Panamá, Equador, República Dominicana, Uruguai, Brasil, entre outros países. Em 2011 anuncia sua saída da banda. No mesmo junta-se à equipe da Agência de multi-funções, e é escolhido para ser o rosto das campanhas Doll Fins y Penny Love.
Ainda em 2011 integra o elenco de Los Único junto com o ex-Casi Angeles Nicolas Vázquez. O seu parceiro na ficção é Nicolás Cabré. A série também é aparentemente emitido em 2012.
Em 2012, fez sua primeira protagonista num unitário chamado "30 días Juntos", onde a personagem principal se chama Leni, uma jovem dividida entre Julian (Nicolas Pauls) e Lucas (Valentin Villafane).
Em 2016, Suárez estrelou nos cinemas a comédia romântica "El hilo rojo", com Benjamín Vicuña e dirigida por Daniela Goggi. Ela também dublou Meena no filme de animação "Sing". Em 2017, estrelou com Vicuña no filme de Nicolas Tuozzo, 'Los padecientes', baseado no romance literário de Gabriel Rolón.
Em 2019, Suárez voltou à telinha, junto com a produtora Polka, na novela da época "Argentina, tierra de amor y venganza", onde fez uma magnífica interpretação do personagem de Raquel, uma polonesa que viaja enganada para a Argentina com o promessa de um casamento com um homem rico, mas na realidade eles a levam a prostituí-la e mais tarde no seriado "Tu parte del trato", onde ela desempenha o papel de policial.

## Filmografia

### Televisão
| Ano         | Título                               | Papel                     | Notas                    |
| ----------- | ------------------------------------ | ------------------------- | ------------------------ |
| 2000        | Tiempo Final                         | Hija                      | Episódio 17, Temporada 1 |
| 2003        | Rincón de Luz                        | Pía                       | Coadjuvante              |
| 2004 - 2005 | Floricienta                          | Paz Alcántara             | Coadjuvante              |
| 2005        | Amor Mío                             | Violeta Sinclair          | Coadjuvante              |
| 2006        | Amo de Casa                          | Catalina                  | Coadjuvante              |
| 2007 - 2010 | Casi Ángeles                         | Jazmin Romero             | Protagonista             |
| 2011 - 2012 | Los Únicos                           | Sofia Reyes               | Coprotagonista           |
| 2012        | 30 Días Juntos                       | Leni                      | Protagonista             |
| 2013        | Solamente Vos                        | Julieta Cousteau          | Elenco Principal         |
| 2014        | Camino Al Amor                       | Pía Arriaga               | Coprotagonista           |
| 2014        | Tu cara me suena 2                   | Nicole Kidman             | Convidada                |
| 2017        | ¿Quien dice la verdad?               | Ela mesma                 | Juiza                    |
| 2017        | Sandro de América                    | Susana Giménez            | Participação Especial    |
| 2017        | Sitiados                             | Reina Margarita de España | Participação Especial    |
| 2019        | Argentina, tierra de amor y venganza | Raquel                    | Protagonista             |
| 2019        | Otros pecados                        | Narradora                 | Participação Especial    |
| 2019        | El jardín de bronce                  | Advogada                  | Participação Especial    |
| 2019        | Berko: el arte de callar             | Jornalista                | Participação Especial    |
| 2019        | Tu parte del trato                   | Policial                  | Participação Especial    |

### Cinema
| Ano  | Título                | Papel         | Notas                 |
| ---- | --------------------- | ------------- | --------------------- |
| 2015 | Abzurdah              | Cielo Latini  | Protagonista          |
| 2016 | El Hilo Rojo          | Abril         | Protagonista          |
| 2016 | Sing                  | Meena         | Voz                   |
| 2017 | Los Padecientes       | Paula Vanussi | Protagonista          |
| 2017 | Sólo Se Vive Una Vez  | Flavia        | Participação Especial |
| 2019 | Así habló el cambista | Graciela      | Protagonista          |

## Teatro
| Ano         | Título        | Papel         | Teatro          |
| ----------- | ------------- | ------------- | --------------- |
| 2003        | Rincón de Luz | Pía           | Tel-Aviv Israel |
| 2007 - 2010 | Casi Ángeles  | Jazmin Romero | Teatro Gran Rex |
| 2011        | Los Únicos    | Sofia Reyes   | Teatro Ópera    |

## Discografia

### Álbuns de estúdio
| Ano  | Álbum         | Detalhes                                                                                  |
| ---- | ------------- | ----------------------------------------------------------------------------------------- |
| 2007 | Teen Angels 1 | - Lançamento: 17 de abril de 2007 - Gravadora: Sony Music - Formato: CD, Download digital |
| 2008 | Teen Angels 2 | - Lançamento: 15 de abril de 2008 - Gravadora: Sony Music - Formato: CD, Download digital |
| 2009 | Teen Angels 3 | - Lançamento: 7 de abril de 2009 - Gravadora: Sony Music - Formato: CD, Download digital  |
| 2010 | Teen Angels 4 | - Lançamento: 31 de março de 2010 - Gravadora: Sony Music - Formato"CD, Download digital  |

### Edições internacionais
| Ano  | Álbum                                             | Detalhes                                                      |
| ---- | ------------------------------------------------- | ------------------------------------------------------------- |
| 2009 | Teen Angels 1: Edição Espanha                     | - Lançamento: 2009 - Gravadora: Sony Music - Formato: CD      |
| 2009 | Teen Angels 1: Latinoamérica                      | - Lançamento: 2009 - Gravadora: Sony Music - Formato: CD      |
| 2009 | CD + DVD Teen Angels: Edición México              | - Lançamento: 2009 - Gravadora: Sony Music - Formato: CD, DVD |
| 2010 | Teen Angels: Edição Espanha                       | - Lançamento: 2010 - Gravadora: Sony Music - Formato: CD      |
| 2010 | Teen Angels/Quase Anjos: Edição Especial (Brasil) | - Lançamento: 2010 - Gravadora: Sony Music - Formato: CD      |

### Edições Especiais
| Ano  | Álbum                           |
| ---- | ------------------------------- |
| 2008 | Coca Cola Interactive Music     |
| 2009 | Coca Cola La Magia Está Con Vos |

### Coletânea
| Ano  | Álbum                    |
| ---- | ------------------------ |
| 2010 | Teen Angels: La Historia |

### Álbuns Ao Vivo
| Ano  | Álbum                                      |
| ---- | ------------------------------------------ |
| 2008 | Casi Ángeles en Vivo: Teatro Gran Rex 2008 |
| 2009 | Casi Ángeles en Vivo: Teatro Gran Rex 2009 |
| 2010 | Casi Ángeles en Vivo: Tel Aviv 2009        |

### Trilhas Sonoras
| Ano  | Álbum          | Detalhes                  |
| ---- | -------------- | ------------------------- |
| 2012 | 30 Días Juntos | Nada Es Igual - Abertura  |
| 2015 | Abzurdah       | Tratame Suavemente        |
| 2016 | El Hilo Rojo   | You Know I'm Good - Cover |

### Singles
| Ano  | Título                   | Álbum                           |
| ---- | ------------------------ | ------------------------------- |
| 2007 | Voy Por Mas              | Teen Angels 1                   |
| 2008 | A Ver Si Pueden          | Teen Angels 2                   |
| 2008 | A Decir Que Sí           | Teen Angels 2                   |
| 2008 | Hoy Quiero               | Coca Cola Interactive Music     |
| 2009 | Que Nos Volvamos A Ver   | Teen Angels 3                   |
| 2009 | Vuelvo A Casa            | Teen Angels 3                   |
| 2009 | Cada Vez Que Sale El Sol | Coca Cola La Magia Está Con Vos |
| 2009 | Navidad                  | Coca Cola La Magia Está Con Vos |
| 2010 | Vos Ya Sabes             | Teen Angels 4                   |
| 2010 | Miedo A Perderte         | Teen Angels 4                   |
| 2010 | Bravo Por La Tierra      | Teen Angels 4                   |

## Videoclipes
| Ano  | Vídeo                    |
| ---- | ------------------------ |
| 2007 | Voy Por Mas              |
| 2007 | Casi Ángeles             |
| 2007 | Reina Gitana             |
| 2007 | Nenes Bien               |
| 2008 | A Ver Si Pueden          |
| 2008 | A Decir que Si           |
| 2008 | Un Paso                  |
| 2009 | Hoy Quiero               |
| 2009 | Que Nos Volvamos A Ver   |
| 2009 | Vuelvo A Casa            |
| 2009 | Cada Vez Que Sale El Sol |
| 2009 | Navidad                  |
| 2010 | Vos Ya Sabes             |
| 2010 | Miedo A Perderte         |
| 2010 | Bravo Por La Tierra      |
| 2010 | Estoy Aqui otra Vez      |
| 2014 | Hoy - David Bisbal       |